# H. B. Warner

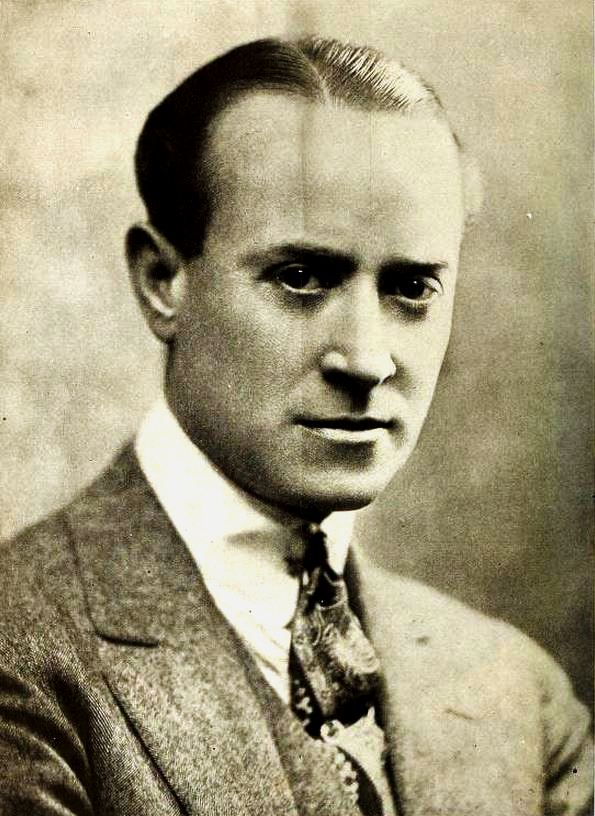
H. B. Warner (1919)

Henry Byron „H. B.“ Warner (* 26. Oktober 1875 in London, England; † 21. Dezember 1958 in Woodland Hills, Kalifornien) war ein britisch-amerikanischer Film- und Theaterschauspieler. In der Stummfilmära erreichte er große Bekanntheit, so etwa als Jesus im Filmepos König der Könige (1927). In der Tonfilmzeit wandte er sich erfolgreich Nebenrollen zu.

## Leben und Karriere

### Jugend und Ausbildung
Henry Warner wurde als älterer von zwei Söhnen von Charles Warner, einem britischen Bühnenschauspieler, in London geboren. Sein jüngerer Bruder James starb im Alter von 24 Jahren an Tuberkulose. Zunächst sollte Warner nach dem Willen seiner Eltern Arzt werden, sodass er nach seiner Schulausbildung sich an der London University immatrikulierte. Doch brach er das Studium rasch ab, weil die Schauspielerei seine wahre Leidenschaft war. Warner studierte sowohl in Paris als auch in Italien, ehe er Mitglied in der Theatergruppe seines Vaters wurde.

### Beruflicher Werdegang
Um die Jahrhundertwende zog Warner in die USA und änderte seinen britisch klingenden Vornamen Henry in das US-Pendant Harry. 1902 stand er zum ersten Mal im Drama Audrey am Broadway auf der Bühne. Bis etwa 1925 folgten 13 weitere Stücke, darunter Susan in Search of a Husband und A Tenement Tragedy (beide 1906 zur Aufführung gebracht). 1914 debütierte Warner als Filmschauspieler in The Harp of Tara von Regisseur Raymond B. West. Warner gehörte im Lauf seiner Karriere zu den Schauspielern, die den Wechsel vom Stummfilm zum Tonfilm miterlebten, obwohl die Phase, in der er Hauptrollen offeriert bekam, in der Ära der Stummfilme anzutreffen ist.
Und es sollte ein Stummfilm sein, mit dem der 1,84 Meter große Warner auch heute noch einen gewissen Bekanntheitsgrad genießt. 1927 wurde Warner für die Rolle des Jesus von Nazaret in Cecil B. DeMilles Bibelfilm König der Könige verpflichtet. Er gilt bis heute unter vielen Gläubigen als der beste und bekannteste Jesusdarsteller.
Nach dem Beginn der Tonfilmzeit Ende der 1920er Jahre musste Warner sich mit Nebenrollen begnügen, auch wegen seines Alters von über 50 Jahren. Mit seiner steten Karriere als Nebendarsteller erging es ihm jedoch besser als anderen Stummfilmschauspielern, die sich mit Beginn des Tonfilmes aus dem Schauspielgeschäft zurückziehen mussten oder nur noch Kleinstrollen erhielten. In den 1930er und 1940er Jahren wurde Warner als Charakterdarsteller meistens in würdevollen Rollen eingesetzt, etwa als Arzt, Richter, Gelehrter oder Priester.
1937 stand Warner in Lost Horizon (dt. In den Fesseln von Shangri-La) von Regisseur Frank Capra vor der Kamera, wofür er 1938 für den Oscar in der Kategorie Bester Nebendarsteller nominiert wurde. Er gehörte zu den Lieblingsschauspielern von Capra und wurde regelmäßig in dessen Filmen eingesetzt. In dem Weihnachtsklassiker Ist das Leben nicht schön? unter Capras Regie spielte Warner den Apotheker Mr. Gower, der seinen Sohn verliert und dann seinen Kummer in Alkohol ertränkt. 1950 gehörte der über 70-jährige Warner in Billy Wilders Drama Boulevard der Dämmerung zu der Runde der vergessenen Stummfilmstars, die sich regelmäßig zum Kartenspielen treffen.
Nachdem er sich 1951 aus dem Schauspielgeschäft zurückgezogen hatte, konnte Cecil B. DeMille ihn 1956 für eine Nebenrolle in dem Bibelfilm Die zehn Gebote gewinnen.

### Privatleben
Warner war im Lauf seines Lebens zweimal verheiratet. 1919 heiratete er die Schauspielerin Rita Stanwood (1888–1961), mit der er zwei Kinder, einen Sohn und eine Tochter hatte. Nach der Scheidung von Stanwood, im Jahr 1933, war er kurze Zeit mit einer Frau namens F.R. Hamlin verheiratet. H. B. Warner verstarb 1958 im Alter von 83 Jahren in Woodland Hills. Er wurde im Chapel of the Pines Crematory in Los Angeles beigesetzt.
Heute erinnert ein Stern auf dem Hollywood Walk of Fame an den Schauspieler.

## Filmografie (Auswahl)
- 1900: English Nell (Kurzfilm)
- 1914: The Lost Paradise
- 1916: The Market of Vain Desire
- 1919: A Fugitive from Matrimony
- 1920: One Hour Before Dawn
- 1923: Zaza, das Mädel vom Varieté (Zaza)
- 1924: The Man from Broadway
- 1926: Whispering Smith
- 1927: König der Könige (King of Kings)
- 1927: Hauptmann Sorrell und sein Sohn (Sorrell and Son)
- 1929: Die ungekrönte Königin (The Divine Lady)
- 1929: The Trial of Mary Dugan
- 1930: Liliom
- 1930: The Green Goddess
- 1931: Spätausgabe (Five Star Final)
- 1932: Um eine Fürstenkrone (A Woman Commands)
- 1932: The Phantom of Crestwood
- 1932: The Son-Daughter
- 1934: Behold My Wife
- 1935: Flucht aus Paris (A Tale of Two Cities)
- 1936: Mr. Deeds geht in die Stadt (Mr. Deeds Goes to Town)
- 1937: In den Fesseln von Shangri-La (Lost Horizon)
- 1937: Königin Viktoria (Victoria the Great)
- 1938: Entführt (Kidnapped)
- 1938: Army Girl
- 1938: Lebenskünstler (You Can’t Take It with You)
- 1938: Die Abenteuer des Marco Polo (The Adventures of Marco Polo)
- 1938: Im goldenen Westen (The Girl of the Golden West)
- 1939: Nurse Edith Cavell
- 1939: Nacht über Indien (The Rains Came)
- 1939: Mr. Smith geht nach Washington (Mr Smith Goes to Washington)
- 1940: New Moon
- 1941: Der Teufel und Daniel Webster (All That Money Can Buy)
- 1941: Blutrache (The Corsican Brothers)
- 1941: Topper 2 – Das Gespensterschloß (Topper Returns)
- 1943: Hitler’s Children
- 1943: Women in Bondage
- 1944: Enemy of Women
- 1946: Ist das Leben nicht schön? (It’s a Wonderful Life)
- 1947: Anklage: Mord (High Wall)
- 1948: Robin Hoods große Liebe (The Prince of Thieves)
- 1949: El Paso, die Stadt der Rechtlosen (El Paso)
- 1949: Kopfpreis 5000 Dollar (Hellfire)
- 1950: Boulevard der Dämmerung (Sunset Boulevard)
- 1951: Hochzeitsparade (Here Comes the Groom)
- 1951: Beichte eines Arztes – Die erste Legion (The First Legion)
- 1951: Trommeln der Wildnis (Savage Drums)
- 1951: Journey Into Light
- 1956: Die zehn Gebote (The Ten Commandments)